# ППС-84

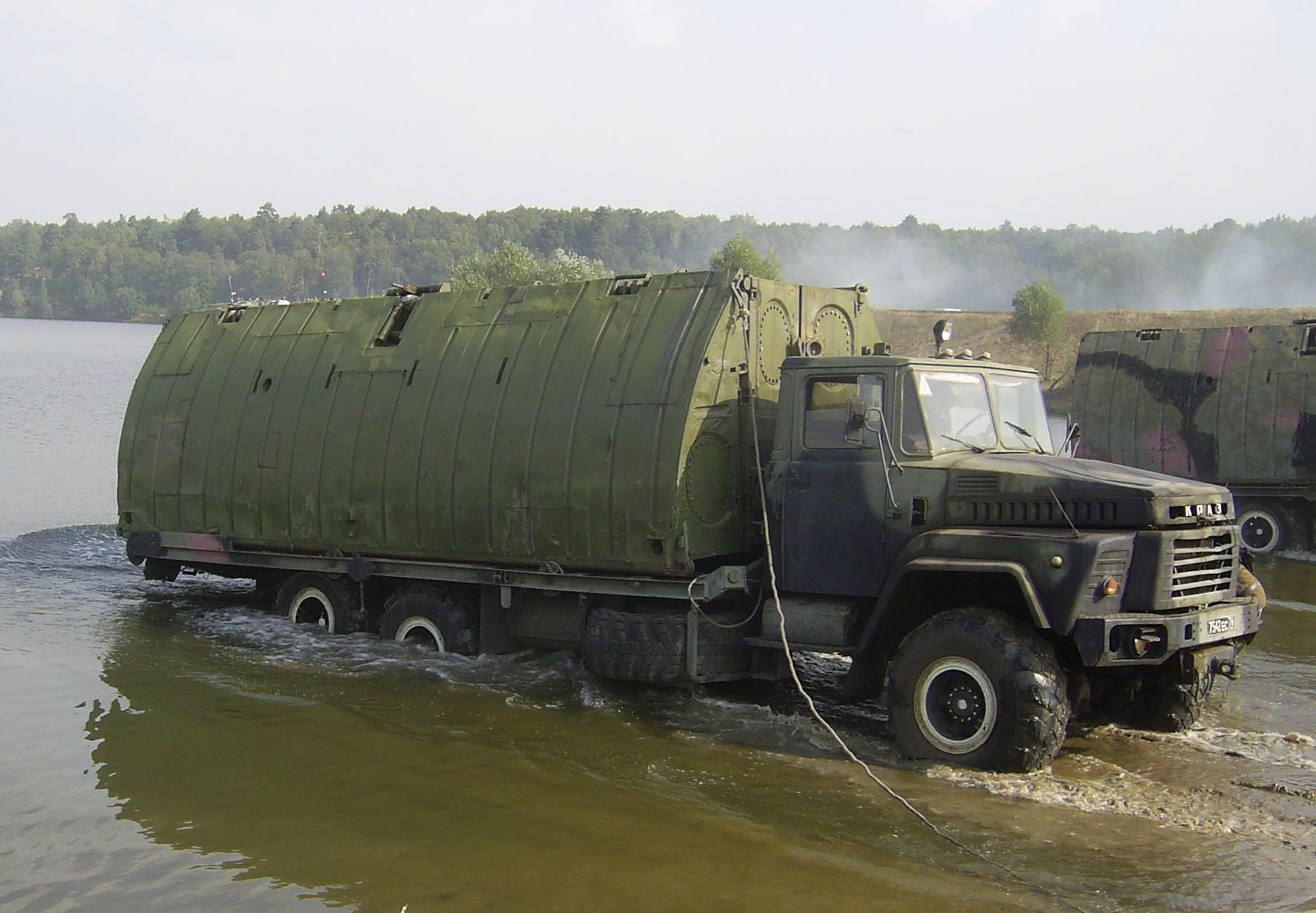
Річкова ланка понтонного парку ППС-84

ППС-84 (Понтонний парк спеціальний) — понтонний парк, тобто розбірний наплавний міст, проїзна частина якого опирається на наплавні опори — понтони, що перебував на озброєні збройних сил СРСР та залишається у використанні української армії. Засіб подолання водних перешкод, призначений для мостових та поромних переправ через водні перешкоди зі швидкістю течією до 4 м/с та хвилюванням до трьох балів. Виробник — Навашинський машинобудівний завод.

## Технічний опис

### Характеристика ланок, вистилання та автомобіля
| Річкова ланка (розкрита)                       |        |
| вага, кг                                       | 8548.6 |
| довжина, мм                                    | 7360   |
| ширина, мм                                     | 8280   |
| висота, мм                                     | 1125   |
| Берегова ланка (розкрита)                      |        |
| вага, кг                                       | 7000   |
| довжина, мм                                    | 7240   |
| ширина, мм                                     | 7170   |
| висота, мм                                     | 808    |
| Вистилання                                     |        |
| вага, кг                                       | 3970   |
| довжина, мм                                    | 17580  |
| ширина, мм                                     | 2910   |
| висота, мм                                     | 60     |
| Автомобіль річкової (берегової) ланки КрАЗ-260 |        |
| вага, кг                                       | 12700  |
| довжина, мм                                    | 10280  |
| ширина, мм                                     | 3345   |
| висота, мм                                     | 2985   |

### Склад парку
Парк може поділятися на 12 частин, кожна з яких забезпечує самостійне облаштування мостових та поромних переправ. До оригінального комплекту парку входять:
- 192 річкові ланки з понтонними автомобілями;
- 24 берегові ланки з понтонними автомобілями;
- 12 комплектів вистілок із вистілочними автомобілями;
- 72 буксирно-моторні катери БМК-460 з катерними автомобілями;
- 12 комплектів допоміжного майна;
- 12 комплектів такелажного обладнання;
- 12 комплектів технічних засобів для влаштування переправ узимку;
- 12 комплектів технічних засобів регулювання руху;
- 12 комплектів засобів розвідки водних перешкод;
- 12 комплектів пожежних, водовідливних засобів та іншого майна;
- 24 транспортних автомобіля КрАЗ-260;
- 12 комплектів одиночного ЗІП.

### Характеристика мостів

#### 120-тонний наплавний міст
- ширина моста — 15,5 м;
- ширина проїзної частини — 13,77 м;
- довжина моста з повного комплекту — 702,2 м;
- довжина моста з 1/2 частини комплекту — 356,6 м;
- довжина моста з 1/12 частини комплекту — 68,6 м;
- час наведення з повного комплекту — 3 год.

#### 90-тонний наплавний міст
- ширина моста — 11,89 м;
- ширина проїзної частини — 10,11 м;
- довжина моста з повного комплекту — 932,6 м;
- довжина моста з 1/2 частини комплекту — 471,8 м;
- довжина моста з 1/12 частини комплекту — 83 м;
- час наведення з повного комплекту — 3,5 год.

#### 60-тонний наплавний міст
- ширина моста — 8,28 м;
- ширина проїзної частини — 6,55 м;
- довжина моста з повного комплекту — 1393,4 м;
- довжина моста з 1/2 частини комплекту — 702,2 м;
- довжина моста з 1/12 частини комплекту — 126,2 м;
- час наведення з повного комплекту — 2,5 год.

### Характеристика поромів

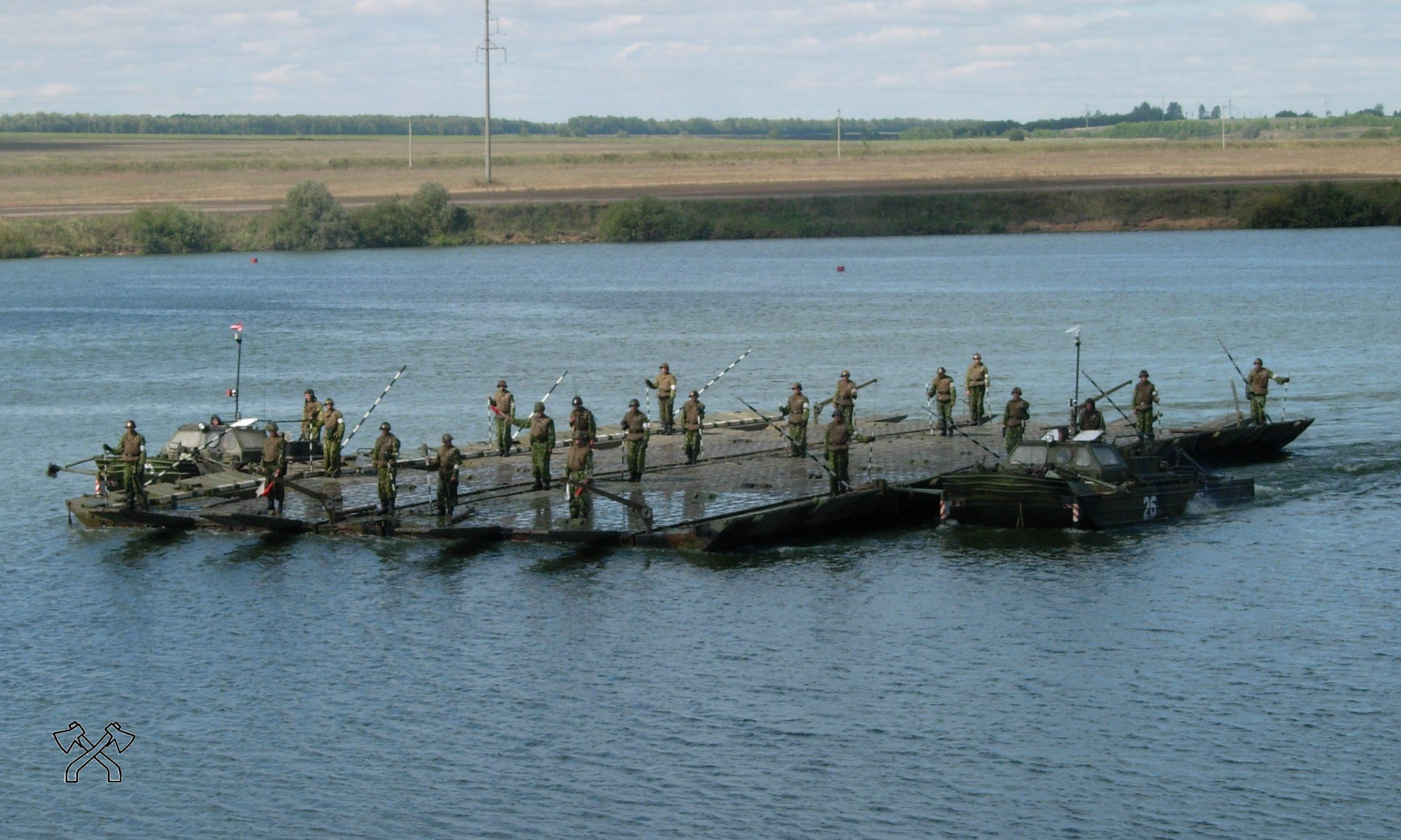
Човниковий пором вантажопідйомністю 180-тонн подвійний ширини з катерами БМК-460 бортами

#### 360-тонний пором
- кількість поромів, що збираються з повного комплекту — 12;
- кількість поромів, що збираються з 1/2 частини комплекту — 6;
- кількість поромів, що збираються з 1/12 частини комплекту — 1;
- довжина порома — 57,6 м;
- максимальна швидкість руху, порожнього — 17 км/год;
- максимальна швидкість руху, із навантаженням — 14,7 км/год;
- час збирання — 25 хв.

#### 180-тонний пором
- кількість поромів, що збираються з повного комплекту — 24;
- кількість поромів, що збираються з 1/2 частини комплекту — 12;
- кількість поромів, що збираються з 1/12 частини комплекту — 2;
- довжина порома — 57,6 м;
- максимальна швидкість руху, порожнім — 18 км/год;
- максимальна швидкість руху, із навантаженням — 14,4 км/год;
- час збирання — 20 хв.

#### 90-тонний пором
- кількість поромів, що збираються з повного комплекту — 48;
- кількість поромів, що збираються з 1/2 частини комплекту — 24;
- кількість поромів, що збираються з 1/12 частини комплекту — 4;
- довжина порома — 14,4 м;
- максимальна швидкість руху, порожнього — 15 км/год;
- максимальна швидкість руху, із навантаженням — 14,2 км/год;
- час збирання — 15 хв.

Із матеріальної частини парку ППС-84 можна збирати пороми іншої вантажопідйомності. При визначенні вантажопідйомності порома вантажопідйомність річкової ланки приймається 22,5.

### Склад розрахунку особового складу для утримання парку
- командир відділення — 60
- командир відділення (моторист) — 24
- старший понтонер — 60
- старший моторист — 24
- старший водій — 72
- понтонер — 360
- моторист — 96
- водій — 252

Усього — 948 осіб.

### Річкова ланка
Річкові ланки призначені для утворення річкової частини наплавних мостів та поромів. Річкова ланка в розкритому положенні є готову ділянкою моста довжиною 7,2 м та із шириною проїзної частини — 6,83 м. Річкова ланка складається із двох середніх понтонів, крайнього понтона типу 1, крайнього понтона типу 2, міжпонтонних механізмів, пристроїв та знімного оснащення. Середній понтон річкової ланки є основним несучим елементом у мостах та поромах.
До міжпонтонних пристроїв та механізмів відносяться: розкривний пристрій, замок днищової петлі, палубний замок, днищовий замок і гачок. До складу знімної частини входять: буй, ключ водоспускної пробки, якір, причальний канат, рукоятка якірної лебідки, гвинтова стяжка, апарель, кран-балка, гідродинамічний щит.
Буй призначений для позначення розташування якоря у воді. Ключ водоспускної пробки служить для загвинчування та викручування водоспускних пробок з понтонів. Якір призначений для утримання наплавного мосту на місці від зносу його течією та вітром, а також для утримування порома від знесення при виході з ладу буксирних засобів для використання як анкерів при причалюванні порома до берега. Причальний канат призначений для підтягування ланок у процесі складання поромів (напівпаром), канат діаметром 35 мм, довжиною 15,5 м, виготовлений з капронових ниток, кінці його закінчуються петлями, одна з яких має карабін для швидкого і надійного з'єднання каната зі ланкою. Апарель служить для в'їзду техніки на пором і, в окремих випадках, на міст. Кран-балка призначена для підйому, опускання та переміщення апарелі в горизонтальній площині, для утримання в піднятому положенні апарелі, навішаної на транець порома, а також для виконання інших вантажопідйомних операцій.

### Берегова ланка
Берегова ланка призначена для обладнання переходів між наплавною частиною моста або порома та берега. До складу берегової ланки входять: два середні понтони, два крайні понтони, дві середні сходні, дві крайні сходні, міжпонтонні механізми та пристрої, а також знімне оснащення.

### Вистилання
Вистилання призначене для зміцнення в'їздів на міст при слабких ґрунтах.

### Експлуатація (бойове застосування)
За часів СРСР ППС-84 перебував на озброєнні в понтонних полках спеціального парку.